# Džuče
Džučé (korejsko 주체, 主體, latinizirano: Juche, Chuch'e, korejska izgovorjava: [tɕutɕʰe]) je uradna ideologija Demokratične ljudske republike Koreje, ki sloni na načelih socializma in marksizma-leninizma z elementi domoljubja in suverentosti.
Dobesedno pomeni »glavna smer« ali »tradicionalna smer«, vendar se pogosto da razumeti kot »samozadostnost« ali »avtarkija«. Na ideologiji džučeja sloni tudi Delavska partija Koreje.
Severnokorejski viri konceptualizacijo ideologije pripisujejo Kim Il-sungu, ustanovitelju in prvemu voditelju države.  Juche je prvotno veljala za različico marksizma-leninizma, dokler je Kim Džong-il, sin in naslednik Kima Il-sunga, v sedemdesetih letih ni razglasil za posebno ideologijo. Kim Džong-il je v osemdesetih in devetdesetih letih 20. stoletja nadalje razvijal Džučé z ideološkim odmikom od marksizma-leninizma in povečanjem pomena idej svojega očeta.
Džučé vključuje zgodovinske materialistične ideje marksizma-leninizma, vendar tudi močno poudarja posameznika, nacionalno državo in nacionalno suverenost. Ideologija Juche trdi, da bo država uspevala, ko bo postala samostojna z doseganjem politične, gospodarske in vojaške neodvisnosti. Ko je bil Kim Džong-il v sedemdesetih letih imenovan za naslednika Kim Il-sunga, je bila zvestoba voditelju vse bolj poudarjena kot bistveni del ideologije Džučé, kot je izraženo v Desetih načelih za vzpostavitev ideološkega sistema. 
Džučé so kritiki označili za kvazireligiozno, nacionalistično in revizionistično. 